# 13250 Danieladucato
13250 Danieladucato este un asteroid din centura principală de asteroizi.

## Descriere
13250 Danieladucato este un asteroid din centura principală de asteroizi. A fost descoperit pe 19 iulie 1998 la San Marcello Pistoiese de Andrea Boattini și Luciano Tesi. Asteroidul prezintă o orbită caracterizată de o semiaxă mare de 2,23 ua, o excentricitate de 0,13 și o înclinație de 3,9° în raport cu ecliptica.